# Pressão de vapor

Gráfico da pressão do vapor d'água.

Pressão de vapor é a pressão exercida por um vapor quando este está em equilíbrio termodinâmico com o líquido que lhe deu origem, ou seja, a quantidade de líquido (solução) que evapora é a mesma que se condensa, em um sistema fechado. A pressão de vapor é uma medida da tendência de evaporação de um líquido. Quanto maior for a sua pressão de vapor, mais volátil será o líquido, e menor será sua temperatura de ebulição relativamente a outros líquidos com menor pressão de vapor à mesma temperatura de referência.
A pressão de vapor é uma propriedade física que depende do valor da temperatura. Qualquer que seja a temperatura, a tendência é de o líquido se vaporizar até atingir equilíbrio termodinâmico com o vapor; em termos cinéticos, esse equilíbrio manifesta-se quando a taxa de líquido vaporizado é igual à taxa de vapor condensado. Uma substância líquida entra em ebulição quando a pressão do sistema ao qual faz parte atinge a pressão de vapor dessa substância. Esse ponto recebe o nome de ponto de ebulição ou temperatura de ebulição. O ponto de ebulição normal é a temperatura de ebulição da substância à pressão de uma atmosfera.
Em locais com maior altitude, onde a pressão atmosférica é menor, a temperatura de ebulição das substâncias líquidas é mais baixa já que sua pressão de vapor precisa se igualar a um valor menor (considerando que o sistema é aberto).

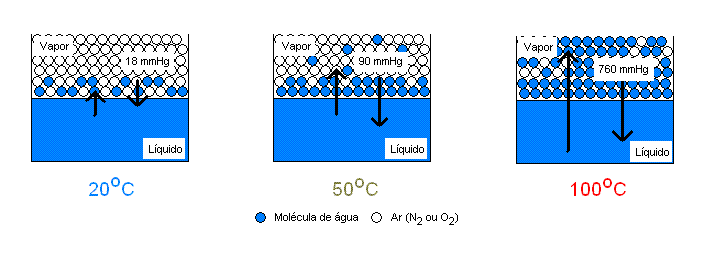
Esboço do equilíbrio líquido-vapor da água ao nível do mar. Quanto mais se aumenta a temperatura, maior será a taxa de ebulição da água, mas, enquanto a pressão exercida pelo vapor for menor do que a pressão exercida pela atmosfera,a quantidade de moléculas que se condensa aumenta a medida que compensa a quantidade de moléculas que vaporiza, restabelecendo assim o equilíbrio dinâmico. Quando a temperatura atinge 100 graus Celsius (temperatura de ebulição da água no nível do mar), a taxa de vaporização vence a taxa de condensação: ocorre assim a mudança de fase da água.

Quando o sistema é fechado, tende a entrar em equilíbrio termodinâmico. Nesse ponto, a pressão exercida pelo vapor se mantêm constante, caso a temperatura e pressão também se mantenham, e essa pressão de equilíbrio é denominada pressão máxima de vapor.

### Saturação
Em sistemas fechados, isobáricos e isotérmicos, a pressão do vapor gerado por líquidos que preenchem parcialmente o sistema tende a chegar num equilíbrio termodinâmico, conforme explicado acima. Nesse ponto de equilíbrio entre a condensação e a vaporização, o sistema permanece saturado. Conforme a temperatura aumenta, o ponto de saturação aumenta, bem como a pressão exercida pelo vapor.